# تتويجات اللاعبين العرب بدوري ابطال أوروبا
اللاعبين العرب الذين فازو بدوري أبطال أوروبا
تُعد المشاركة في مسابقة دوري أبطال أوروبا، حلمًا للعديد من اللاعبين العرب، ولم يحظى الكثيرين من اللاعبين العرب، بالمشاركة في نهائي البطولة الأوروبية ،مشاركة لاعبين عرب في نهائي البطولة الأكثر إثارة على المستوى الأوروبي دائمًا ما تجذب الجماهير العرب لمتابعتها، خاصة إذا كان هذا اللاعب من بين الأبرز في كرة القدم الأوروبية.
وهناك العديد من اللاعبين العرب الذين تواجدوا في نهائي البطولة الأوروبية، وليس ذلك فقط، بل صعدوا إلى منصات التتويج وكان لهم بصمة بارزة خلال مواجهات فريقهم.
ويوجد ست لاعبين من جنسيات عربية مختلفة وصلوا لنهائي البطولة، نجح منهم 6 في الفوز باللقب من قبل مع فرق مختلفة، وهم بالترتيب الجزائري رابح ماجر، والمغربي منير الحدادي، والمغربي أشرف حكيمي، والمصري محمد صلاح، والمغربي حكيم زياش، والجزائري الأخر، رياض محرز، بينما خسر المغربيان رضوان حجري والمهدي بنعطية النهائي.

### سجل المتوجين بدوري أبطال أوروبا
| السنة | الاسم        | النادي          | البلد   |
| ----- | ------------ | --------------- | ------- |
| 1987  | رابح ماجر    | بورتو           | الجزائر |
| 2015  | منير الحدادي | برشلونة         | المغرب  |
| 2018  | أشرف حكيمي   | ريال مدريد      | المغرب  |
| 2019  | محمد صلاح    | ليفربول         | مصر     |
| 2021  | حكيم زياش    | تشيلسي          | المغرب  |
| 2023  | رياض محرز    | مانشستر سيتي    | الجزائر |
| 2024  | إبراهيم دياز | ريال مدريد      | المغرب  |
| 2025  | اشرف حكيمي   | باريس سان جرمان | المغرب  |

## اللاعبين العرب الذين فازو بدوري أبطال أوروبا لكرة اليد
| السنة | الاسم           | النادي   | البلد   |
| ----- | --------------- | -------- | ------- |
| 2003  | رابح غربي       | مونبيليه | الجزائر |
| 2003  | صبحي صيود       | مونبيليه | تونس    |
| 2015  | وائل جلوز       | برشلونة  | تونس    |
| 2018  | محمد السوسي     | مونبيليه | تونس    |
| 2018  | أيمن تومي       | مونبيليه | تونس    |
| 2018  | محمد ممدوح هاشم | مونبيليه | مصر     |
| 2019  | خليفة غضبان     | فاردار   | الجزائر |
| 2022  | علي زين         | برشلونة  | مصر     |
| 2022  | يوسف بن علي     | برشلونة  | قطر     |

## اللاعبين العرب الذين فازو بدوري أبطال أوروبا لكرة الطائرة
| السنة | الاسم        | النادي          | البلد   |
| ----- | ------------ | --------------- | ------- |
| 2005  | هشام قمادي   | تور الفرنسي     | الجزائر |
| 2005  | محمد معوض    | تور الفرنسي     | مصر     |
| 2025  | وسيم بن طارة | بروجيا الإيطالي | تونس    |

## اللاعبين العرب الذين فازو بدوري أبطال أوروبا لكرة السلة
| السنة | الاسم        | النادي     | البلد |
| ----- | ------------ | ---------- | ----- |
| 2015  | صالح الماجري | ريال مدريد | تونس  |